# Sigrid Kirchmann
Sigrid Kirchmann, född den 29 mars 1966 i Bad Ischl, är en österrikisk före detta friidrottare som tävlade i höjdhopp. 
Kirchmann deltog vid VM 1991 i Tokyo där hon inte hoppade mera än 1,75 i kvalet vilket inte räckte till en plats i finalen. Vid Olympiska sommarspelen 1992 tog hon sig vidare till finalen och slutade på en femte plats med ett hopp på 1,94. 
Vid VM i Stuttgart 1993 blev hon bronsmedaljör efter att ha klarat 1,97. Året efter blev hon även bronsmedaljör vid inomhus-EM i Paris. Vid inomhus-VM 1995 var hon i final men slutade på en åttonde plats efter ett hopp på 1,93.

## Personligt rekord
- Höjdhopp - 1,97